# Wishmaster 2 – Das Böse stirbt nie
Wishmaster 2 – Das Böse stirbt nie (Originaltitel: Wishmaster 2: Evil Never Dies) ein US-amerikanischer Spielfilm aus dem Jahr 1999 unter der Regie von Jack Sholder. Dies ist die erste Fortsetzung zu Wes Craven’s Wishmaster und wurde direkt für den Videomarkt produziert.

## Handlung
Bei einem fehlgeschlagenen Einbruch in ein Museum wird der Alarm ausgelöst. Bei dem Schusswechsel zwischen Wachdienst und Einbrecher wird ein Wächter erschossen und eine Statue zerstört, die einen verborgenen Rubin freigibt. Die Einbrecherin (Morgana) nimmt ihn in die Hand und befreit so den Dschinn. Der Dschinn verwandelt sich in Menschengestalt, wird als Einbrecher verhaftet und in ein Gefängnis überstellt. Dort erfüllt er ein paar schlecht gewählte Wünsche seiner Mithäftlinge, währenddessen hat Morgana schlechte Träume, in denen verlangt wird, dass sie die Prophezeiung erfüllen soll. 
Morgana besucht den Dschinn im Gefängnis. Das Gespräch macht ihr Angst. Einem befreundeten Geistlichen erzählt sie von ihren Ängsten, den Visionen und dem Mord am Nachtwächter. Worauf auch er den Dschinn besucht. Beunruhigt recherchieren sie gemeinsam über den Dschinn. Es stellt sich heraus, dass der Dschinn tausend und eine Seele sammeln muss, indem er einen Wunsch erfüllt und dafür die Seele erhält. Hat er die Tausend und eine Seele zusammen, kehrt er zu dem zurück, der ihn befreit hat, um ihm drei Wünsche zu erfüllen. Sobald die letzten drei erfüllt sind, ist er endgültig frei und die Dschinns beherrschen die Welt. Ansonsten sind die gefangenen Seelen wieder frei und er ist zurück in den Rubin verbannt. 
Der Dschinn flieht mit einem russischen Mitgefangenen in einen Russen Gangster Club. Der Russe schießt auf Morgana, um dem Dschinn die Erfüllung der letzten drei Wünsche unmöglich zu machen. Morgana nimmt jedoch keinen Schaden. Im weiteren Gespräch stellt sich heraus, dass noch achthundert Wünsche bis zu den drei finalen nötig sind. Der Dschinn beschleunigt das Sammeln der restlichen, indem er ein Casino übernimmt, in dem die drei wieder aufeinander treffen. Der Geistliche wünscht den Dschinn in die Hölle, worauf der Dschinn in der Hölle ist, aber er nimmt beide mit sich. Und der Priester wird für seinen Wunsch ans Kreuz genagelt. Morgana äußert den ersten Wunsch, dass der Priester von seinen Leiden erlöst wird. Einen weiteren Wunsch will sie nicht äußern. Der Dschinn wird ungeduldig und bringt Morgana zurück in sein Casino. 
Morgana erinnert sich an die Recherchen, die ergeben haben, dass ein Zauberspruch, von einer Frau mit reinem Herzen ausgesprochen, den Dämonen in den Stein bannen kann. Sie wünscht sich, dass der Nachtwächter wieder lebt, den sie erschossen hat. Er geht in Erfüllung. Somit ist sie wieder reinen Herzens und kann den Dschinn mit dem Zauberspruch in den Stein verbannen.

## Kritik
„Armseliger Horrorfilm, dessen blutiges Finale mit Spielkarten und einem Roulette ausgetragen wird.“

## Hintergrund
Der Film wurde in Los Angeles gedreht. Seine Produktionskosten betrugen schätzungsweise 2,5 Millionen US-Dollar. In Frankreich, in Belgien und in Singapur wurde der Film zuerst in den Kinos veröffentlicht; in Frankreich zählte man ca. 21 Tsd. Kinozuschauer.
Die Indizierung des Films wurde im Juni 2018 wieder aufgehoben. Nach einer Neuprüfung durch die FSK wurde die Altersfreigabe für die ungekürzte Fassung auf 16 Jahre heruntergesetzt.

## Fortsetzungen
- 2001: Wishmaster 3 – Der Höllenstein (Wishmaster 3: Beyond the Gates of Hell)
- 2002: Wishmaster 4: Die Prophezeiung erfüllt sich (Wishmaster 4: The Prophecy Fulfilled)